# Collegiata di Santa Maria Assunta (Ceglie Messapica)
La Collegiata dedicata a Maria Santissima Assunta è comunemente nota anche come Chiesa Madre o Matrice. Fu per secoli l'unica parrocchia di Ceglie, fino al 1855 anno di istituzione della parrocchia di San Rocco, e l'unica chiesa a possedere un fonte battesimale.

## Storia
La forma attuale della Collegiata risale al 1786. Infatti tra il 1781 e il 1786 l'edificio sacro fu ampliato e ristrutturato.
L'edificio sorge, di fronte al Castello Ducale, dove era situata l'acropoli della città di epoca messapica su un edificio sacro di epoca medioevale.
Le prime notizie certe riguardanti il precedente edificio risalgono al 1521. È noto infatti il testo di un'epigrafe, che era posta sulla facciata della chiesa abbattuta nel 1781.
DOMINIS IOANNE ET AURELIA SANSEVERINIS

D. CILIARUM

CILIJ INCLITA UNIVERSITAS

HANC FUNDITUS ECCLESIAM

REPARAVIT A.D. MDXXI IX INDICT.»
(Epigrafe)
Nel 1605 la Chiesa Madre venne elevata al titolo di Collegiata. Nel 1630 all'interno della chiesa fu costruito un altare in onore di Sant'Antonio da Padova patrono della città.
Nella seconda metà del XVIII secolo, precisamente nel 1777, venne presa la decisione di abbattere l'edificio per ampliarlo e renderlo più moderno forse anche a causa dei danni subito dallo stesso dopo il terremoto che colpì il Salento nel 1743. Il progetto di ampliamento fu affidato all'architetto napoletano Giovanni B. Broggia che diede all'edificio un aspetto Barocco. I lavori di ampliamento furono affidati, nel 1781, ai mastri Salvatore e Francesco Paolo Trinchera, di Ostuni. Terminarono nel 1786 come si evince dall'epigrafe posta sulla porta centrale della facciata.
Per ampliare l'edificio fu abbattuta, tra le altre, anche la torre dell'orologio con meridiana fatta costruire nel 1568 dal Conte di Saponara Giovanni G. Sanseverino nel piazzale antistante la chiesa.
Dopo la conclusione dei lavori strutturali, per alcuni anni, operò nella chiesa il pittore Domenico Carella che affrescò parte della volta.
La chiesa fu consacrata nel 1789 dal Vescovo di Oria Alessandro Maria Calefati. Nel 1796 la Collegiata era ufficiata da 17 canonici e 12 ebdomadari.
Dopo il restauro-ampliamento della fine del settecento, l'edificio non ha subito più grossi interventi. Sicuramente ci sono stati però piccoli interventi di restauro, ad esempio l'attuale pavimento in marmo fu posato alla fine dell'ottocento e al di sotto delle vernici che attualmente ricoprono le colonne e le parti non affrescate dell'edificio sono individuabili più strati cromatici che inducono a pensare che l'edificio sia stato tinteggiato più volte.
Nei primi anni 2000 gli esterni della chiesa e del Campanile sono stati oggetto di opere di restauro che hanno riguardato le parti con pietra a faccia vista, ripulite dalle incrostazioni, e gli intonaci. Nello stesso periodo è stato necessario un intervento alla parte superiore del campanile, danneggiata da un fulmine.

## Architettura

### La chiesa cinquecentesca

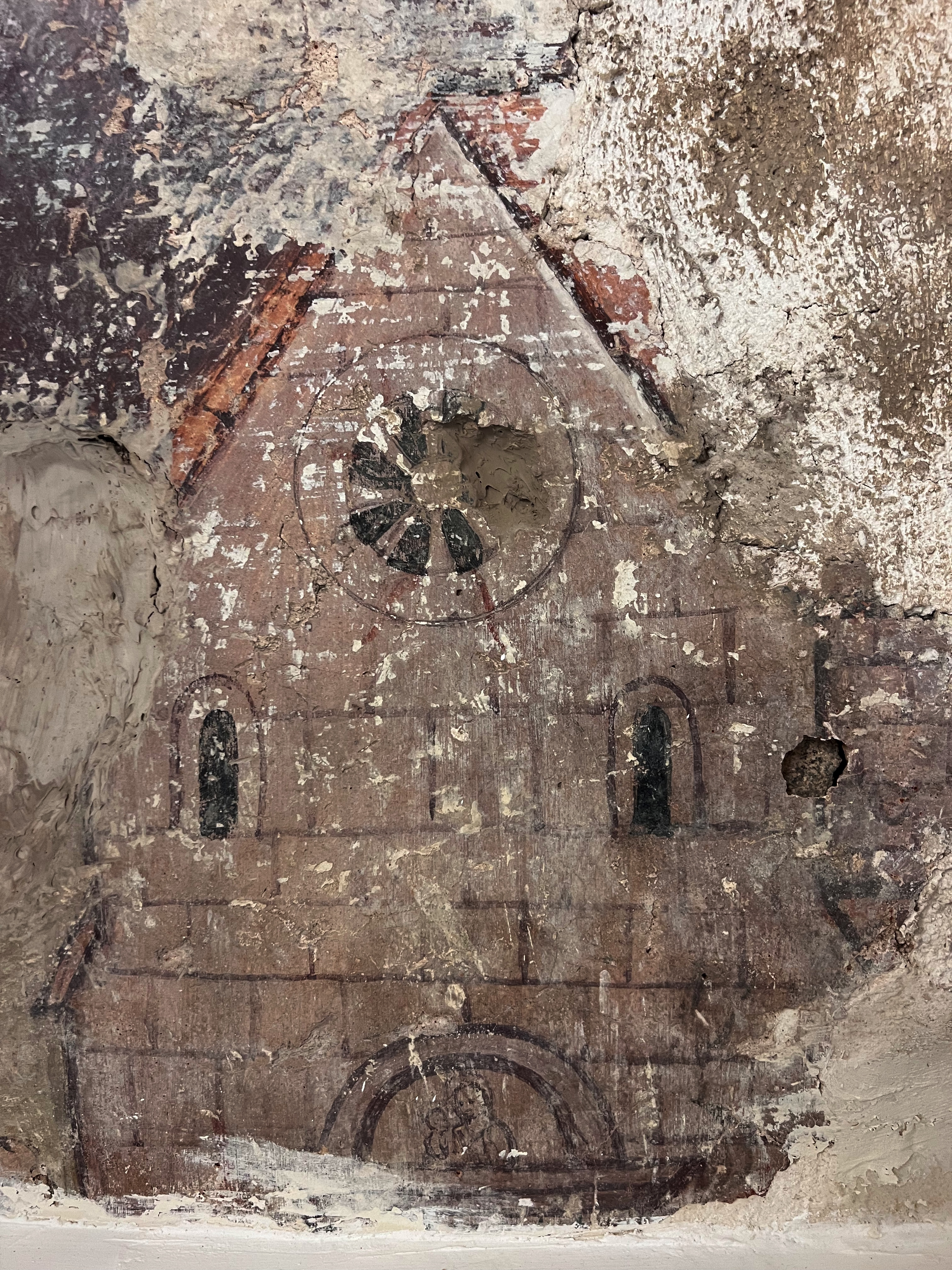
Chiesa di Sant'Antonio Abate - affresco raffigurante la facciata collegiata cinquecentesca

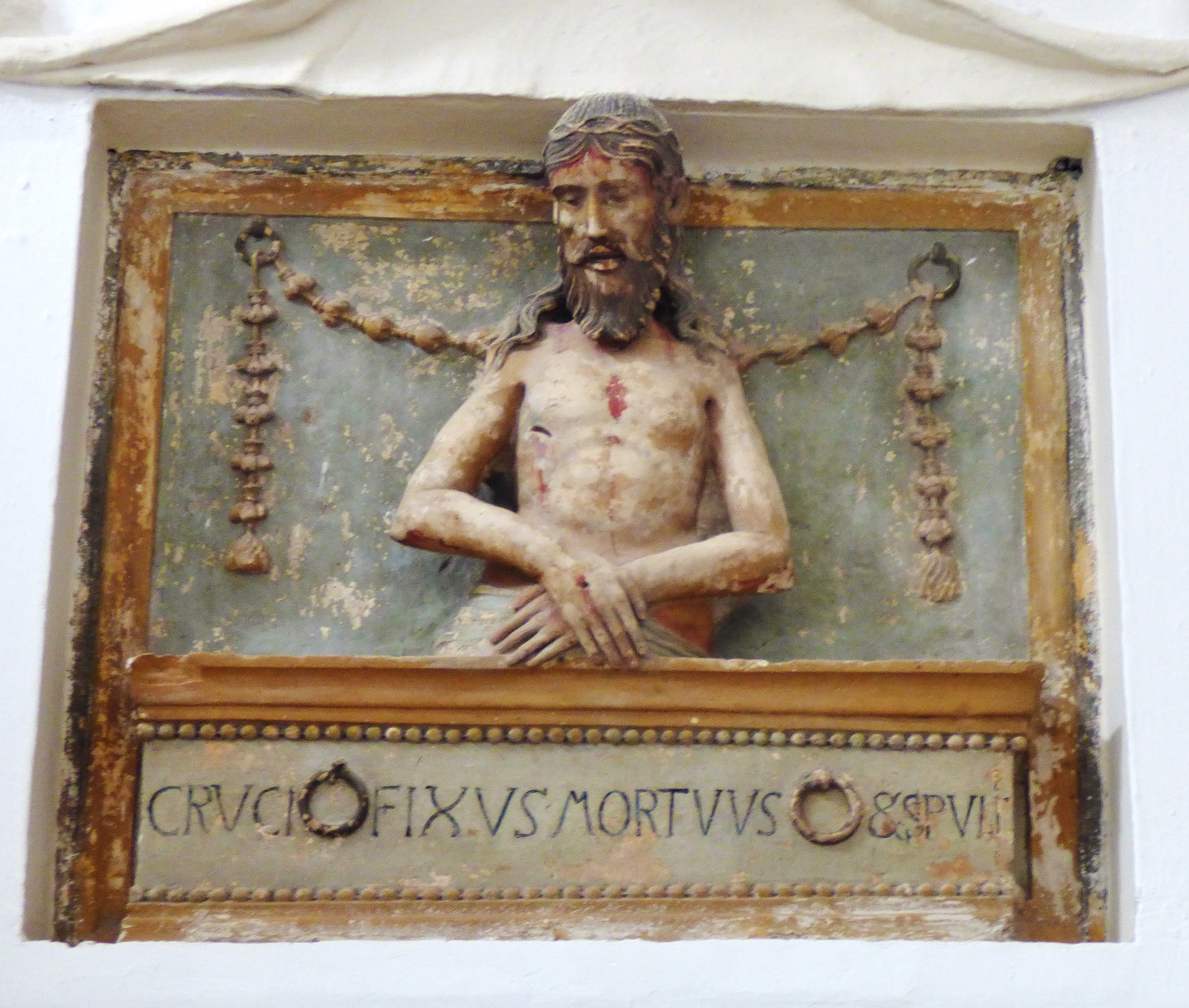
Cristo uscente dal sepolcro, pietra policroma, XVI secolo, Raimondo da Francavilla, conservato nella sagrestia

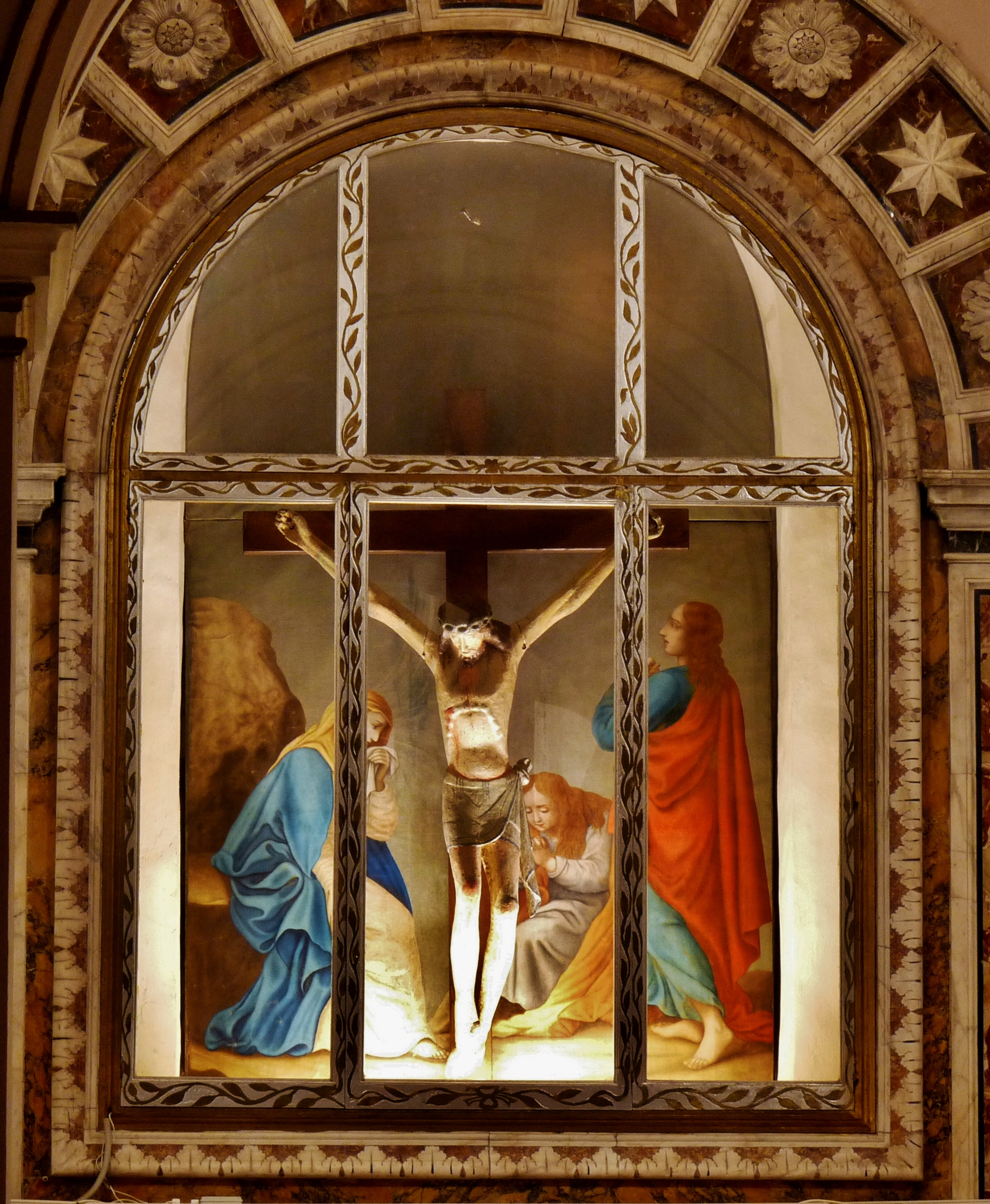
Il Crocifisso ligneo del XVI secolo esposto nella Cappella Crocifisso presente nella navata sinistra della chiesa settecentesca

È possibile ipotizzare l'aspetto della chiesa cinquecentesca abbattuta per far posto all'attuale attraverso le descrizione dell'edificio presenti in relazioni a più visite pastorali.
La chiesa era in stile romanico e rispettava i canoni del Romanico Pugliese. La chiesa si sviluppava su 3 navate a cui erano state aggiunte, a ridosso della navata sinistra, nel corso seicento delle cappelle laterali e a prolungamento. La navata centrale aveva tre colonne sormontate da archi. La facciata presentava un unico portale sormontato da un rosone, un'altra porta era presente nella facciata laterale sud..
Della chiesa romanica rimangono pochi elementi, forse 2 colonne presenti nell'atrio del castello e alcune statue: il Crocifisso ligneo del XVI secolo venerato come miracoloso dai cegliesi, una statua litica del Cristo redentore, il Cristo uscente dal sepolcro, di pietra policroma, attribuito a Raimondo da Francavilla e la Statua di San Rocco oggi conservata nella chiesa di San Rocco attribuita a Stefano da Putignano.

### La chiesa settecentesca

#### Architettura esterna
La facciata della chiesa in pietra locale è in stile Proto-Neoclassico. 
Presenta due ordini orizzontali suddivisi da una trabeazione vuota composta da più lesene e da una cornice aggettante. L'ordine inferiore si sviluppa su un basamento che segue l'andamento delle lesene. In ragione della configurazione interna dell'aula liturgica, è tripartita verticalmente.
La specchiatura centrale, corrispondente alla navata principale, è racchiusa in quattro lesene binate doriche nell'ordine inferiore e ioniche in quello superiore, si conclude con timpano triangolare diviso dalla specchiatura attraverso una trabeazione, la cornice è ornata da dentellatura.
Al centro della specchiatura, nella parte inferiore, è presente il portale principale della chiesa sormontato da un timpano, arricchito da un putto, al di sopra del quale trova posto un lastrone sporgente ornato con fregio contenente un'epigrafe, datata 1786. In corrispondenza dell'ordine superiore è presente un finestrone sormontato da un timpano curvo. La cornice della finestra è arricchita da due volute alla base. All'interno del timpano del frontone sporge una decorazione che ricorda le foglie di palma.
Le specchiature laterali leggermente arretrate rispetto alla centrale sono chiuse da paraste doriche e contengono le due porte collaterali. Le porte laterali sono sormontate da 2 timpani curvi e due finestre ovali. Tramite due raccordi concavi, nel secondo ordine le specchiature sono organicamente connesse alla parte centrale della facciata.
La facciata è coronata da due crateri, 2 pinnacoli e una croce posta al vertice del frontone superiore.
Per la presenza di una scalinata in pietra la chiesa è sopraelevata rispetto al piazzale che la divide dal castello.

#### La Cupola
La cupola, alta circa 27 metri dal pavimento alla sommità, è rivestita all'esterno con mattonelle policrome di maiolica, riprendendo la tecnica decorativa napoletana, termina con una croce. A base circolare, con un diametro interno di circa 11 metri, è posta su un tamburo scandito da lesene, dove si affacciano otto finestroni. All'interno del tamburo motivi decorativi accentuano le linee architettoniche.

#### Architettura Interna

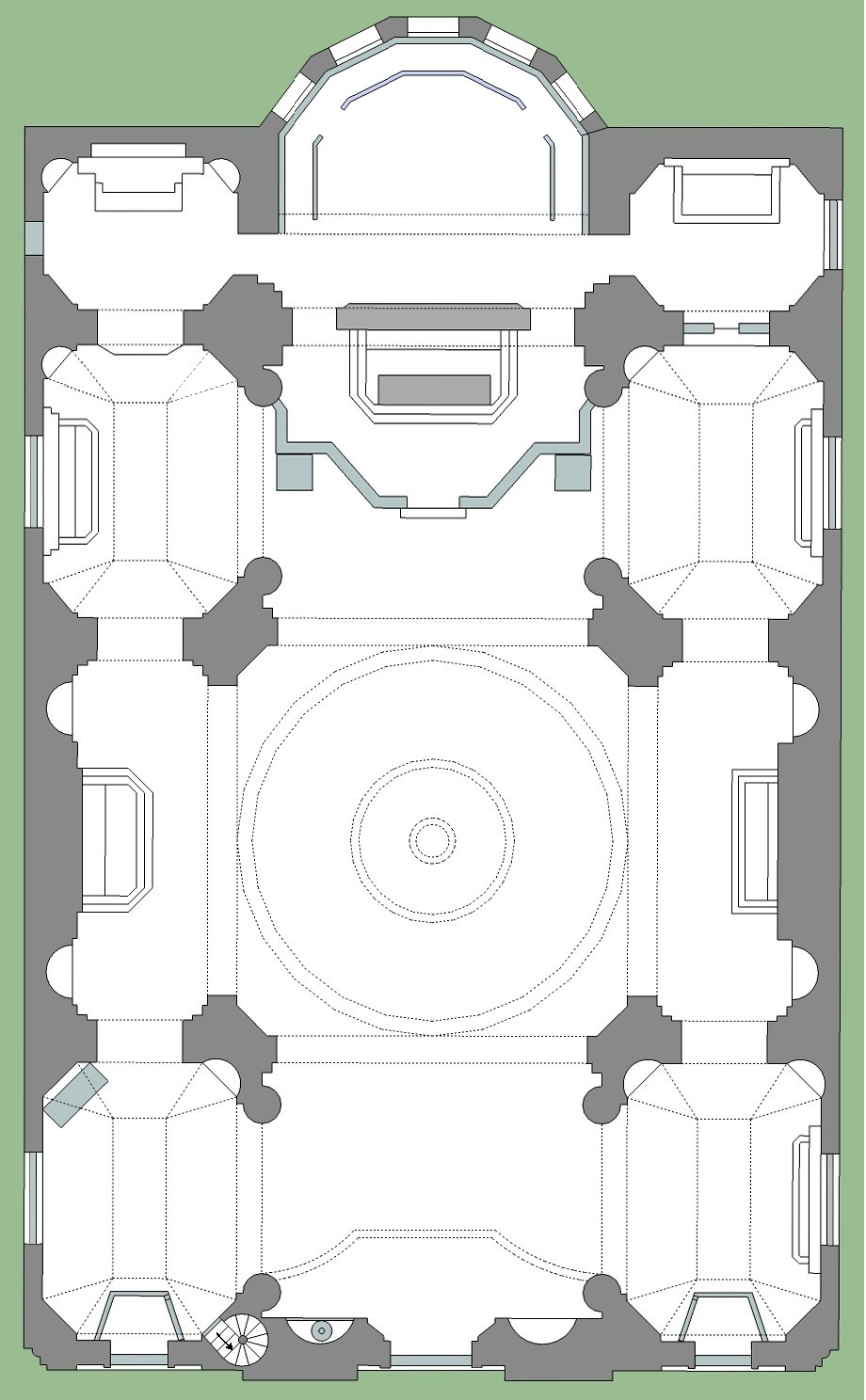
Pianta della Collegiata

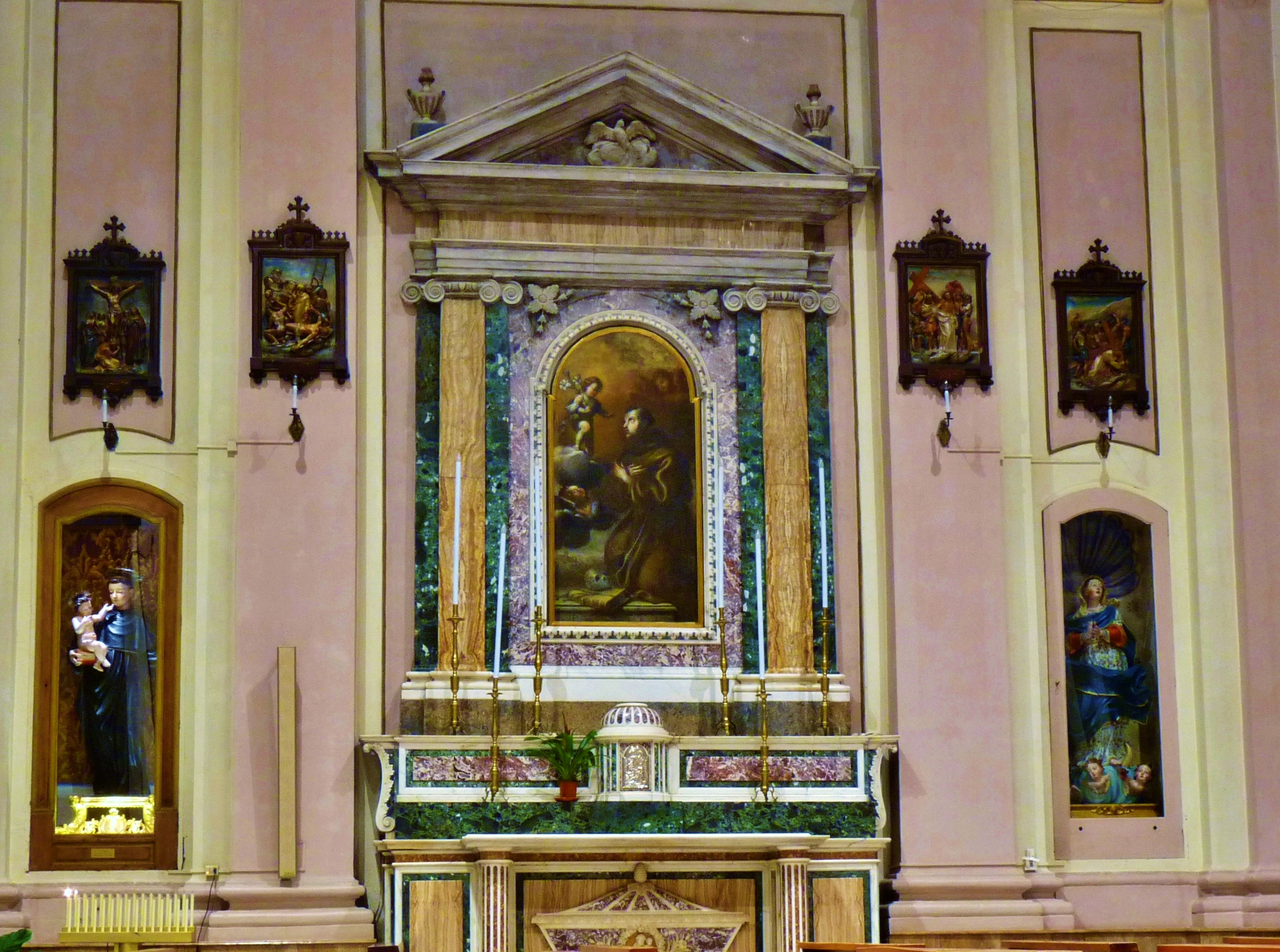
Altare dedicato a Sant'Antonio da Padova, navata sinistra

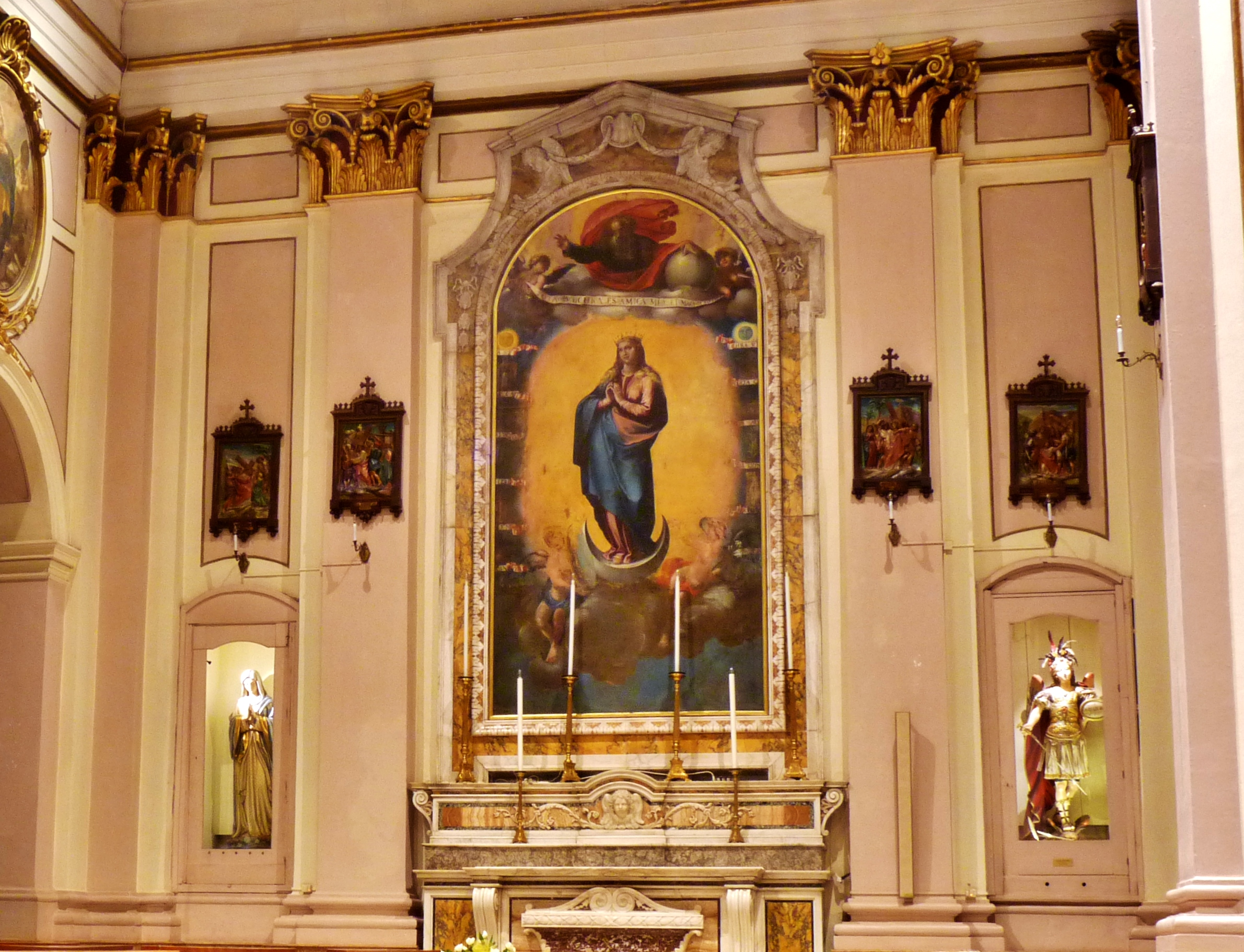
Altare dedicato all'Immacolata Concezione, navata destra

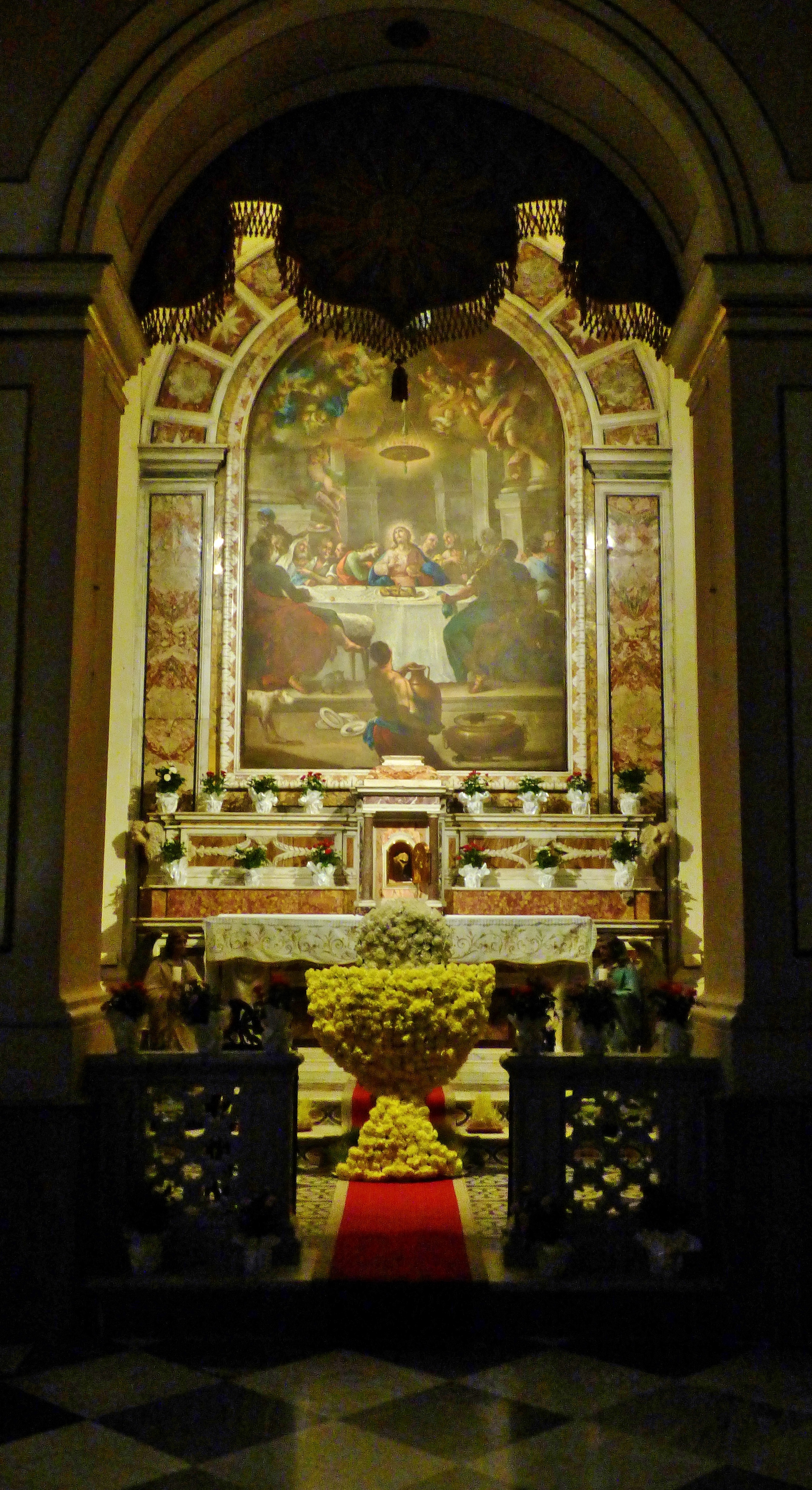
Cappella dedicata al Santissimo Sacramento, navata destra

La chiesa ha un impianto centrale a cupola, a tre navate e con una pianta a croce greca prolungata nell'abside.
L'edificio sorge su una cripta quasi del tutto inesplorata e su cui non si hanno notizie. L'ultimo accesso all'interno della cripta risale agli anni '80, quando fu costata al suo interno la presenza di centinaia di sepolture, infatti essa era utilizzata dai ceglesi, fino alla costruzione del cimitero, come luogo di sepoltura. All'interno della cripta fu rinvenuta anche una statua litica dell'Assunta.
La navata centrale con volta a botte, abside compreso è lunga circa 37 m. L'abside è pentagonale, ospita il coro ligneo ed è illuminato da 5 finestroni in vetri policromi, nel centrale a forma ovale è raffigurata l'Assunta. Il presbiterio rialzato rispetto al pavimento della navata ospita l'altare maggiore in marmi policromi, è separato dalla navata da una balaustra in marmo.
A ridosso del presbiterio nelle vicinanze delle colonne portanti che sostengono la volta si trovano, poste su due colonne tozze, le statue dei Santi Pietro e Paolo.
A sinistra della porta centrale in una nicchia si trova il fonte battesimale in marmo. A destra è presente una nicchia contenente la statua di Santa Lucia. In controfacciata su cantoria, si trova un pregevole organo a canne a trasmissione pneumatica-tubolare del 1931, opera dei Fratelli Migliorini da Roma.                La facciata è composta da 43 canne divise in tre campate; le canne, reali e suonanti, appartengono al Principale 8’ del Grand’organo e al Violoncello 8’ del Pedale. Conta in totale 975 canne distribuite su due corpi d’organo (Grand’organo ed espressivo) ed ha una pedaliera piatta parallela con 30 pedali. È stato oggetto di restauro nel 2006, da parte degli organari Cremonesi e D’Arpino di Soncino (CR). 
Quattro grossi piloni, costituiti da paraste delimitano le cappelle laterali della navata centrale e sostengono archi e pennacchi che impostano la cupola. La stessa disposizione dei pilastri, arcati a tutto sesto, isolando le cappelle nelle navate laterali, evidenzia l'apparato centrale.
Le navate laterali si compongono di quattro cappelle, tre appartenenti alla parte chiesa con impianto a croce greca, e una per lato aggiunte a prolungamento delle navate. Le cappelle centrali (rispetto alle tre) sono i bracci della croce greca e pertanto hanno una volta botte alta quanto la navata centrale, le altre cappelle sono più basse e più piccole, hanno una volta a cielo di carrozza.
La prima cappella della navata destra dedicata alla Madonna con Bambino o delle Grazie, ospita in un armadio le statue dei Santi Cosimo e Damiano, nel pilone è ricavata una nicchia contenente la statua di Santa Irene, a ridosso della porta laterale della chiesa nella muratura è presente una porticina attraverso la quale si accede alla scala a chiocciola che conduce al ballatoio presente nella navata centrale. Nella seconda cappella si trova l'altare in marmi policromi dedicato al patrono della città Sant'Antonio da Padova, a lati dell'altare sono presenti due nicchie contenenti le statue lignee di Sant'Antonio e dell'Immacolata. La terza cappella contiene l'altare dedicato al Cuore di Gesù, in una nicchia è presente la statua di santa Teresa. Conclude la navata la cappella dedicata al Crocifisso, rialzata attraverso un gradino rispetto alla chiesa, che oltre ad ospitare nell'altare la statua lignea del Crocifisso miracoloso del XVI secolo, già presente nella vecchia chiesa, contiene in due nicchie la statua litica del Cristo Salvatore anch'essa proveniente dalla vecchia chiesa e la statua dell'Addolorata. Due porte presenti nella cappella conducono alla sagrestia e al coro.
La prima della cappella della navata sinistra è dedicata alla Madonna del Carmelo, due sono le nicchie all'interno della cappella, in una nicchia è presente la statua di Santa Agnese nell'altra la statua di Sant'Andrea da Avellino. Nella seconda cappella si trova l'altare all'Immacolata Concezione affiancato da due nicchie contenenti le statue della Madonna dei Fiori e di San Michele Arcangelo. La terza è dedicata a San Giuseppe, in una nicchia è presente la statua di Santa Rita da Cascia. La navata si conclude con la cappella del Santissimo Sacramento, la cappella è rialzata tramite un gradino rispetto al pavimento della navata da cui è separata tramite una balaustra in marmo.

#### Sagrestia e campanile

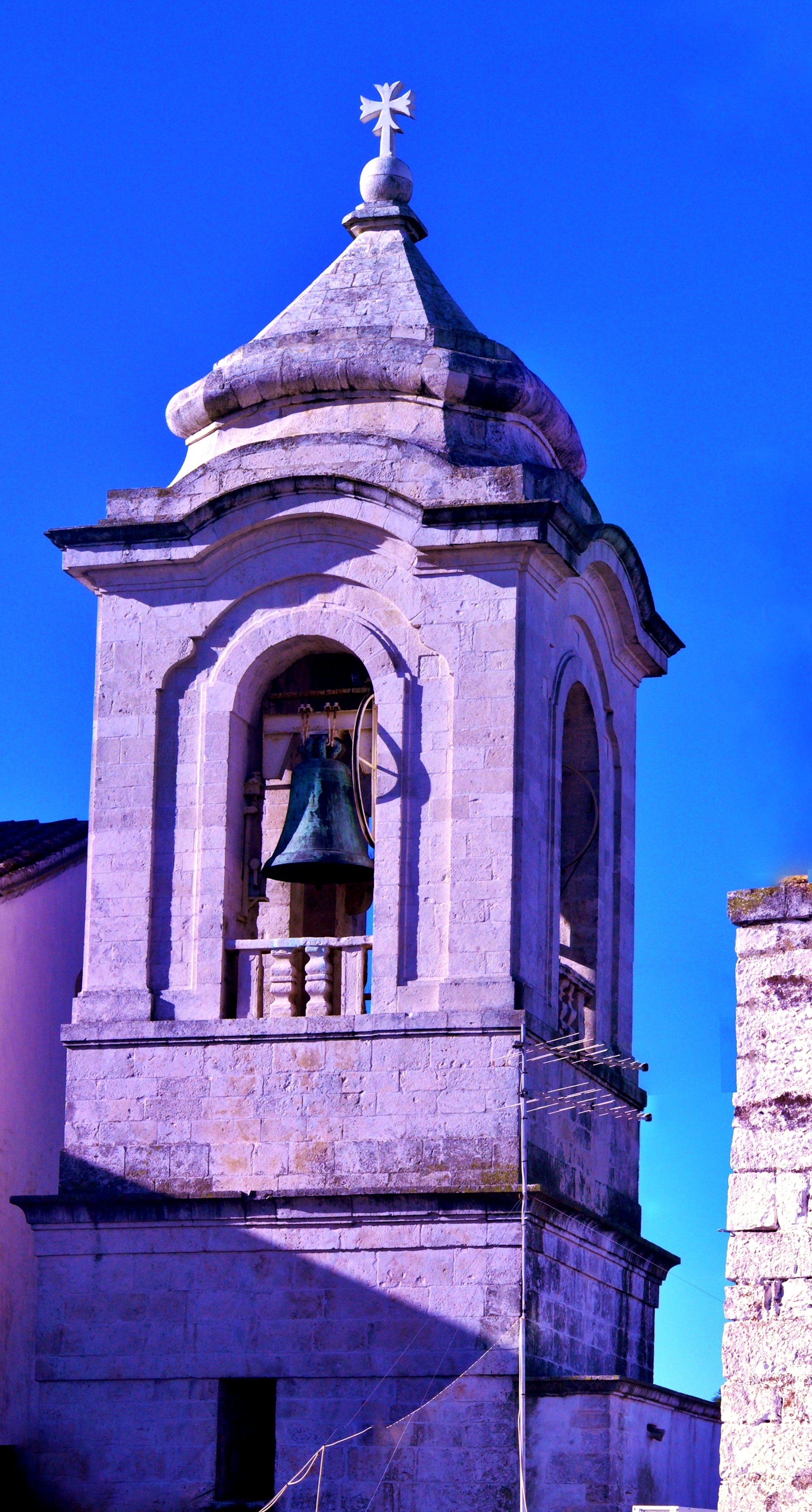
Campanile settecentesco della Collegiata

Alla chiesa sono affiancati la sagrestia e il campanile. Nella sagrestia, sono presenti alcune tele del Carella e il Cristo uscente dal Sepolcro cinquecentesco attribuito a Raimondo da Francavilla. Dalla sagrestia si accede ad altri locali tra cui il campanile. Il Campanile ha struttura tozza e massiccia, nonostante ciò appare avere una certa solennità, soprattutto grazie alle decorazioni geometriche che caratterizzano tutte e quattro le facciate. Le facciate appaiono suddivise in due ordini attraverso una semplice cornice. Se per quello di base non c'è nulla da segnalare, il secondo si caratterizza per la presenza di arcate al cui interno sono collocate le tre campane. Il motivo delle arcate viene ripreso prima nelle lesene poste ad angolo e poi nella cornici aggettanti che introducono alla cuspide piramidale bombata alla base che conclude il campanile sormontato da una croce. La campana grande è opera del fonditore Raffaele Saia di Agnone, infatti sulla stessa in rilievo si legge OPUS RAPHAELIS SAIA ANGLONENSIS.

### Decorazioni Interne

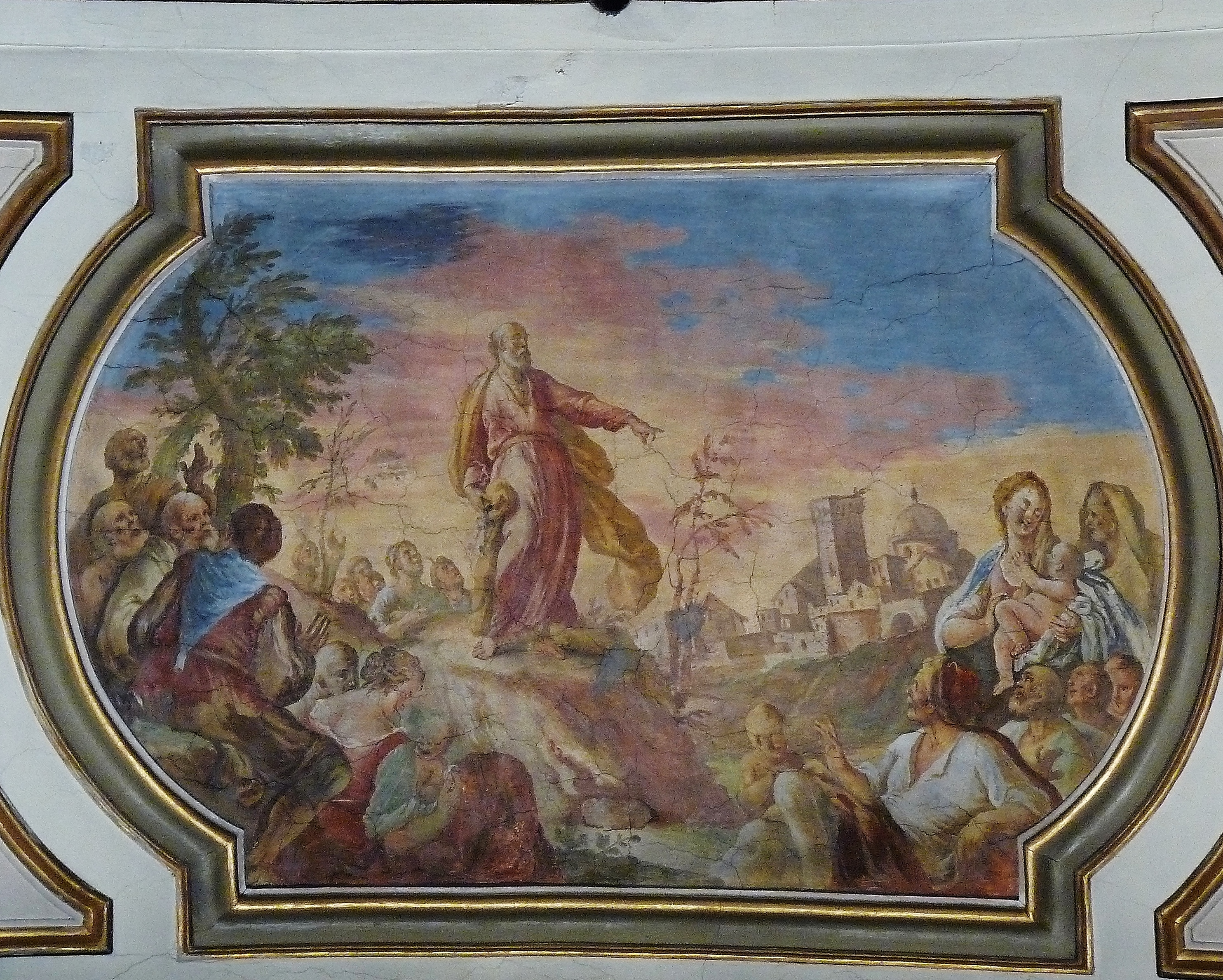
Affresco del Carella nella navata sinistra della Collegiata di Ceglie

Nella Collegiata di Santissima Maria Assunta si trovano vari affreschi e 6 tele di Domenico Antonio Carella.
Le tele databili tra il 1785 e il 1791:
- Madonna con Bambino tra Santi;
- Ultima Cena - tela posizionata sull'altare della Cappella del Santissimo Sacramento;
- Sant'Oronzo patrono della terra d'Otranto;
- Teodosio Magno, vescovo - tela conservata nella sacrestia raffigurante il vescovo Teodoso in primo piano all'interno di un paesaggio campestre con un abitato cinto da mura sullo sfondo;
- Natività del Battista;
- Madonna del Carmine tra Santi.

Gli affreschi attribuiti al Carella:
- Affresco con scena biblica e immagine prospettica di Ceglie sullo sfondo. Contiene la più antica raffigurazione pittorica della città. Al centro dell'affresco su una collinetta spicca la figura di San Pietro, sullo sfondo si riconoscono la torre del castello e la cupola della Collegiata, una delle torri della cinta muraria affiancata da una delle porte e una chiesa extra moenia che potrebbe essere la chiesa di San Rocco o l'abbazia di ant' Anna.
- I quattro Evangelisti;
- Gesù che scaccia i profanatori dal Tempio;
- Padre Eterno ed Angeli;
- San Raffaele e San Michele;
- Scene bibliche.